# خلط Mixin
في لغات البرمجة كائنية التوجه، Mixin (أو mixin) هو صنف (حوسبة) class، الذي يحتوي على طرق (methods) لاستخدامها من قبل أصناف (classes) أخرى دون أن تكون الصنف الأصل (parent class) من تلك الفئات الأخرى. تعتمد كيفية وصول تلك الفصول الأخرى إلى أساليب mixin على اللغة. يوصف mixin في بعض الأحيان بأنه «مدرج» "included" بدلاً من «موروث» "inherited".
يشجع Mixins على إعادة استخدام الكود، ويمكن استخدامه لتجنب غموض الميراث الذي يمكن أن يسببه الميراث المتعدد  مشكلة الماس(diamond problem)، أو للتغلب على عدم دعم الميراث المتعدد في اللغة. يمكن أيضًا اعتبار المزيج كواجهة (interface) مع الطرق المنفذة methods. هذا النمط (pattern) هو مثال لفرض مبدأ انعكاس التبعية (dependency inversion principle).

## التاريخ
```
ظهر Mixins لأول مرة في نظام Flavors الموجه للكائنات في 
Symbolics
 - تم تطويره بواسطة Howard Cannon-، والذي كان نهجًا في اتجاه الكائن المستخدم في Lisp Machine Lisp. الاسم مستوحى من صالون Steve's Ice Cream Parlour في Somerville، ماساتشوستس:
[
1
]
 قدم صاحب متجر الآيس كريم نكهة أساسية من الآيس كريم (الفانيليا والشوكولاتة، وما إلى ذلك) وتم خلطه مع مزيج من العناصر الإضافية (المكسرات، الكوكيز، حلوى، وما إلى ذلك) ويسمى هذا البند على «مزيج»"
mix-in
"، له عبارة علامة تجارية خاصة في ذلك الوقت.
[
2
]
```

## تعريف
Mixins هي مفهوم لغوي يسمح للمبرمج بحقن بعض التعليمات البرمجية في صنف (حوسبة) class. برمجة Mixin هي نمط من تطوير البرمجيات حيث يتم إنشاء وحدات الوظائف في class صنف ثم يتم مزجها مع class اصناف أخرى.
يعمل class صنف mixin كفئة رئيسية، وتحتوي على الوظيفة المطلوبة. يمكن supclass لصنف فرعي أن ترث أو تعيد استخدام هذه الوظيفة، ولكن ليس كوسيلة للتخصص. عادةً، يقوم المزيج بتصدير الوظيفة المطلوبة إلى child class صنف فرعي، دون إنشاء علاقة مفردة جامدة «هل هي»"is a". هنا يكمن الاختلاف المهم بين مفاهيم الخلط والميراث، في أنه لا يزال بإمكان الصنف الفرعي أن يرث جميع ميزات الصنف الاصل parent class، ولكن، الدلالات عن الفرع «كونه نوعًا»"being a kind of" من الاصل parent لا تحتاج بالضرورة إلى تطبيقها.

## مزايا
1. إنه يوفر آلية للميراث المتعدد من خلال السماح لفئات متعددة باستخدام الوظيفة المشتركة، ولكن بدون الدلالات المعقدة للوراثة المتعددة.[7]
2. قابلية إعادة استخدام الكود: تكون Mixins مفيدة عندما يرغب المبرمج في مشاركة الوظائف بين الفئات المختلفة. بدلاً من إعادة كتابة نفس الرمز مرارًا وتكرارًا، يمكن ببساطة تجميع الوظيفة المشتركة في mixin ثم تضمينها في كل فئة تتطلب ذلك.[8]
3. يسمح Mixins بالوراثة واستخدام الميزات المطلوبة فقط من الفئة الرئيسية، وليس بالضرورة جميع الميزات من الفئة الرئيسية.[9]

## تطبيقات
في Simula، يتم تعريف classes في block يتم فيها تحديد السمات attributes و methods و class initialization معًا؛ وبالتالي يتم تعريف جميع الmethods التي يمكن استدعاؤها في فئة معًا، ويتم استكمال تعريف defined الصنف class.
في Flavours، المزيج mixin هو class يمكن أن يرث من class اخر ال slot definitions and methods. لا يحتوي الخليط mixin عادة على كائنات مباشرة direct instances. بما أن Flavor يمكن أن ترث من أكثر من Flavor أخرى، يمكن أن ترث من واحد أو أكثر من mixins. لاحظ أن Flavors الأصلية لم تستخدم وظائف عامة generic functions..
في Flavors الجديدة (خليفة النكهات) و CLOS، يتم تنظيم الأساليب في «وظائف عامة»"generic functions". هذه الدوال العامة generic functions هي وظائف يتم تعريفها في حالات (methods) متعددة عن طريق class dispatch و method combinations.
CLOS و Flavours تسمح mixin methods بإضافة سلوك methodsالحالية :before و :after، اdaemons الهوامش whoppers والأغلفة wrappers wrapper or a whopper في Flavors. تمت إضافة CLOS :around methods والقدرة على استدعاء الطرق المظللة shadowed methods عبر CALL-NEXT-METHOD. لذلك، على سبيل المثال، يمكن أن يضيف دفق قفل mixin قفلًاstream-lock-mixin حول methods الحالية classstream. في Flavours، يمكن للمرء أن يكتب غلافًا أو ووبرًا وفي CLOS سيستخدم طريقة :around. يسمح كل من CLOS و Flavours بإعادة الاستخدام المحوسب من خلال تركيبات الطريقة. :before و :after و :around method هي ميزة لمجموعة الطرق القياسية. يتم توفير تركيبات طريقة أخرى.
مثال على ذلك هو مزيج + الطريقة، حيث يتم إضافة القيم الناتجة لكل من الأساليب القابلة للتطبيق لوظيفة عامة حسابيًا لحساب القيمة المرتجعة. يتم استخدام هذا، على سبيل المثال، مع mixin mixin للكائنات الرسومية. قد يكون للكائن الرسومي دالة عرض عامة. سيضيف mixin الحد إطارًا حول كائن ولديه طريقة حساب عرضه. سيحدد bordered-button جديد bordered-button border حدية للفئة (وهو عبارة عن كائن رسومي ويستخدم مزيج border) عرضه عن طريق استدعاء جميع طرق العرض القابلة للتطبيق عبر تركيبة + الطريقة. تتم إضافة جميع قيم الإرجاع وإنشاء العرض المدمج للكائن.
في ورقة OOPSLA 90،  يعيد كل من جلعاد براخا وويليام كوك تفسير آليات الميراث المختلفة الموجودة في Smalltalk و Beta و CLOS كأشكال خاصة من ميراث المزج.

## لغات البرمجة التي تستخدم mixins
بخلاف Flavours و CLOS (جزء من Common Lisp)، بعض اللغات التي تستخدم mixins هي:
- Ada (من خلال توسيع سجل موجود بعلامات مع عمليات عشوائية في عام)
- Cobra
- ColdFusion (يعتمد على الفئة باستخدام ويشمل والكائن عن طريق تعيين الأساليب من كائن إلى آخر في وقت التشغيل)
- Curl (مع Curl RTE)
- D (يسمى "mixins template" ؛ يتضمن D أيضًا عبارة "mixin" التي تجمع السلاسل ككود.)
- سهم Dart
- Factor [11]
- رائع
- تفويض JavaScript - الوظائف كأدوار (السمات و Mixins)
- Kotlin
- less
- OCaml
- Perl (من خلال الأدوار في امتداد Moose لنظام كائن Perl 5)
- سمات " PHP "
- Magik
- بايثون
- Racket(وثائق ميكسين)
- Raku
- روبي
- سكالا [12]
- XOTcl / TclOO (نظم الكائن المضمن إلى تى سى ال) [13]
- sass(لغة ورقة أنماط)
- حديث قصير
- فالا
- سويفت
- SystemVerilog
- TypeScript (وثائق mixins)

لا تدعم بعض اللغات mixins على مستوى اللغة، ولكن يمكن بسهولة تقليدها عن طريق نسخ الأوامر من كائن إلى آخر في وقت التشغيل، وبالتالي «استعارة» طرق mixin. هذا ممكن أيضًا مع اللغات المكتوبة بشكل ثابت، ولكنه يتطلب إنشاء كائن جديد مع مجموعة موسعة من الأساليب.
يمكن للغات الأخرى التي لا تدعم mixins دعمها بطريقة مستديرة عبر تركيبات لغة أخرى. C # وVisual Basic. يدعم NET إضافة طرق التمديد على الواجهات، مما يعني أن أي فئة تطبق واجهة مع طرق التمديد المحددة سيكون لها طرق التمديد المتاحة كأعضاء زائفين.

## أمثلة

### في Common Lisp
يوفر Common Lisp مزيجًا في CLOS (نظام كائن Lisp المشترك) مشابهًا للنكهات.
object-width هو دالة عامة مع وسيطة واحدة تستخدم تركيبة طريقة +. تحدد هذه التركيبة أنه سيتم استدعاء جميع الطرق القابلة للتطبيق لوظيفة عامة وستتم إضافة النتائج. 
```
(
defgeneric
 
object-width
 
(
object
)

 
(
:method-combination
 
+
))

```

button فئة مع فتحة واحدة لنص الزر. 
```
(
defclass
 
button
 
()

 
((
text
 
:initform
 
"click me"
)))

```

 هناك طريقة لكائنات زر الفئة التي تحسب العرض بناءً على طول نص الزر. + هو مؤهل الطريقة لمجموعة الطريقة التي تحمل نفس الاسم. 
```
(
defmethod
 
object-width
 
+
 
((
object
 
button
))

  
(
*
 
10
 
(
length
 
(
slot-value
 
object
 
'text
))))

```

 فئة border-mixin. التسمية مجرد اتفاقية. لا توجد فائقين، ولا فتحات. 
```
(
defclass
 
border-mixin
 
()
 
())

```

هناك طريقة لحساب عرض الحدود. هنا فقط 4. 
```
(
defmethod
 
object-width
 
+
 
((
object
 
border-mixin
))

 
4
)

```

bordered-button هي فئة يرث من كل من border-mixin و button. 
```
(
defclass
 
bordered-button
 
(
border-mixin
 
button
)
 
())

```

يمكننا الآن حساب عرض الزر. استدعاء object-width يحسب 80. والنتيجة هي نتيجة الطريقة المنطبقة الوحيدة: طريقة object-width button الفئة. 
```
?
 
(
object-width
 
(
make-instance
 
'button
))

80

```

 يمكننا أيضًا حساب عرض bordered-button. استدعاء object-width يحسب 84. والنتيجة هي مجموع نتائج الطريقتين الساريتين: object-width الأسلوب button الفئة وعرض object-width الأسلوب border-mixin الفئة. 
```
84
 
?
 
(
object-width
 
(
make-instance
 
'bordered-button
))

```

### في بيثون
في بيثون، و SocketServer حدة  لديه على حد سواء UDPServer الطبقة و TCPServer الصف. تعمل كخوادم لخوادم UDP وTCP socket، على التوالي. بالإضافة إلى ذلك، هناك فئتان من mixin: ForkingMixIn و ThreadingMixIn. عادة، يتم التعامل مع جميع الاتصالات الجديدة في نفس العملية. عن طريق توسيع TCPServer باستخدام ThreadingMixIn كما يلي: 
```
class
 
ThreadingTCPServer
(
ThreadingMixIn
,
 
TCPServer
):

  
pass

```

 تضيف فئة ThreadingMixIn وظائف إلى خادم TCP بحيث يقوم كل اتصال جديد بإنشاء مؤشر ترابط جديد. باستخدام نفس الطريقة، يمكن إنشاء ThreadingUDPServer دون الحاجة إلى تكرار التعليمات البرمجية في ThreadingMixIn. وبدلاً من ذلك، فإن استخدام ForkingMixIn سيؤدي إلى تفرع العملية لكل اتصال جديد. من الواضح أن وظيفة إنشاء خيط جديد أو شوكة عملية ليست مفيدة بشكل كبير كفئة مستقلة.
في مثال الاستخدام هذا، توفر المزج وظائف أساسية بديلة دون التأثير على الوظيفة كخادم مأخذ.

### في روبي
يعتمد معظم عالم روبي على مزيج من خلال Modules. يتم تطبيق مفهوم mixins في Ruby من خلال include الكلمة الرئيسية التي نمرر عليها اسم الوحدة كمعلمة.

مثال: 
```
 

class
 
Student

 
include
 
Comparable
 
# The class Student inherits the Comparable module using the 'include' keyword

 
attr_accessor
 
:name
,
 
:score

 
def
 
initialize
(
name
,
 
score
)

  
@name
 
=
 
name

  
@score
 
=
 
score

 
end

 
# Including the Comparable module requires the implementing class to define the <=> comparison operator

 
# Here's the comparison operator. We compare 2 student instances based on their scores.

 
def
 
<=>
(
other
)

  
@score
 
<=>
 
other
.
score

 
end

 
# Here's the good bit - I get access to <, <=, >,>= and other methods of the Comparable Interface for free.

end

s1
 
=
 
Student
.
new
(
"Peter"
,
 
100
)

s2
 
=
 
Student
.
new
(
"Jason"
,
 
90
)

s1
 
>
 
s2
 
#true

s1
 
<=
 
s2
 
#false

```

### في JavaScript
الكائن الحرفي extend النهج | The Object-Literal and extend Approach
من الممكن تقنيًا إضافة سلوك إلى كائن من خلال ربطbinding الوظائف بالمفاتيح الموجودة في الكائنobject. ومع ذلك، فإن عدم الفصل بين الحالة والسلوك له عيوب:
1. يخلط خصائص مجال النموذجmodel domain مع مجال التطبيقimplementation domain.
2. عدم مشاركة السلوك المشترك. تقوم Metaobjects بحل هذه المشكلة عن طريق فصل خصائص المجال domain المحددة للكائنات عن خصائصها الخاصة بسلوكها.[15]

يتم استخدام دالة التمديدextend function لخلط السلوك في: 
```
'use strict'
;

 

const
 
Halfling
 
=
 
function
 
(
fName
,
 
lName
)
 
{

 
this
.
firstName
 
=
 
fName
;

 
this
.
lastName
 
=
 
lName
;

};

const
 
mixin
 
=
 
{

 
fullName
()
 
{

  
return
 
this
.
firstName
 
+
 
' '
 
+
 
this
.
lastName
;

 
},

 
rename
(
first
,
 
last
)
 
{

  
this
.
firstName
 
=
 
first
;

  
this
.
lastName
 
=
 
last
;

  
return
 
this
;

 
}

};

// An extend function

const
 
extend
 
=
 
(
obj
,
 
mixin
)
 
=>
 
{

 
Object
.
keys
(
mixin
).
forEach
(
key
 
=>
 
obj
[
key
]
 
=
 
mixin
[
key
]);

 
return
 
obj
;

};

const
 
sam
 
=
 
new
 
Halfling
(
'Sam'
,
 
'Loawry'
);

const
 
frodo
 
=
 
new
 
Halfling
(
'Freeda'
,
 
'Baggs'
);

// Mixin the other methods

extend
(
Halfling
.
prototype
,
 
mixin
);

console
.
log
(
sam
.
fullName
());
 
// Sam Loawry

console
.
log
(
frodo
.
fullName
());
 
// Freeda Baggs

sam
.
rename
(
'Samwise'
,
 
'Gamgee'
);

frodo
.
rename
(
'Frodo'
,
 
'Baggins'
);

console
.
log
(
sam
.
fullName
());
 
// Samwise Gamgee

console
.
log
(
frodo
.
fullName
());
 
// Frodo Baggins

```

امزج Mixin باستخدام ()Object.assign 
```
'use strict'
;

 

// Creating an object

const
 
obj1
 
=
 
{

 
name
:
 
'Marcus Aurelius'
,

 
city
:
 
'Rome'
,

 
born
:
 
'121-04-26'

};

// Mixin 1

const
 
mix1
 
=
 
{

 
toString
()
 
{

  
return
 
`
${
this
.
name
}
 was born in 
${
this
.
city
}
 in 
${
this
.
born
}
`
;

 
},

 
age
()
 
{

  
const
 
year
 
=
 
new
 
Date
().
getFullYear
();

  
const
 
born
 
=
 
new
 
Date
(
this
.
born
).
getFullYear
();

  
return
 
year
 
-
 
born
;

 
}

};

// Mixin 2

const
 
mix2
 
=
 
{

 
toString
()
 
{

  
return
 
`
${
this
.
name
}
 - 
${
this
.
city
}
 - 
${
this
.
born
}
`
;

 
}

};

// Adding the methods from mixins to the object using Object.assign()

Object
.
assign
(
obj1
,
 
mix1
,
 
mix2
);

console
.
log
(
obj1
.
toString
());
 
// Marcus Aurelius - Rome - 121-04-26

console
.
log
(
`His age is 
${
obj1
.
age
()
}
 as of today`
);
 
// His age is 1897 as of today

```

الوظيفة النقية والتفويض القائم على نهج خلط الطيران Flight-Mixin
على الرغم من أن النهج الموصوف أولاً منتشر في الغالب، فإن النهج التالي أقرب إلى ما يقدمه جوهر لغة جافا سكريبت بشكل أساسي - التفويض.

هناك نوعان من أنماط الوظائف الوظيفية يقومان بالفعل بالخدعة دون الحاجة إلى تنفيذ طرف ثالث extend. 
```
'use strict'
;

 

// Implementation

const
 
EnumerableFirstLast
 
=
 
(
function
 
()
 
{
 
// function based module pattern.

 
const
 
first
 
=
 
function
 
()
 
{

   
return
 
this
[
0
]
؛

  
},

  
last
 
=
 
function
 
()
 
{

   
return
 
this
[
this
.
length
 
-
 
1
]
؛

  
};

 
return
 
function
 
()
 
{
   
// function based Flight-Mixin mechanics...

  
this
.
first
 
=
 
first
;
 
//... referring to...

  
this
.
last
  
=
 
last
;
  
//... shared code.

 
};

}());

// Application - explicit delegation:

// applying [first] and [last] enumerable behavior onto [Array]'s [prototype].

EnumerableFirstLast
.
call
(
Array
.
prototype
);

// Now you can do:

const
 
a
 
=
 
[
1
,
 
2
,
 
3
]
؛

a
.
first
();
 
// 1

a
.
last
();
 
// 3

```

### بلغات أخرى
في لغة محتوى الويب Curl، يتم استخدام الوراثة المتعددة كاصناف classes مع عدم وجود كائنات قد تنفذ طرقًاmethods. وتشمل mixins المشتركة عن سكينبل ControlUI الصورة وراثة من SkinnableControlUI، وكائنات واجهة المستخدم المفوضuser interface delegate التي تتطلب القوائم المنسدلة dropdown menus وراثة من StandardBaseDropdownUI classوهذا اسمه صراحة خلطmixin كما FontGraphicMixin، FontVisualMixin و NumericAxisMixin-of الاصناف classes. أضاف الإصدار 7.0 إمكانية الوصول إلى المكتبة بحيث لا يحتاج المزيج إلى أن يكون في نفس الحزمة أو أن يكون مجرد ملخص عام. يُعد مُنشئو التمويجات المصانع التي تسهل استخدام الوراثة المتعددة multiple-inheritanceدون التصريح الصريح interfaces or mixinsبالواجهات أو الخلطات. [بحاجة لمصدر]

## الواجهات والسمات
تقدم Java 8 ميزة جديدة في شكل طرق افتراضية للواجهاتdefault methods for interfaces. بشكل أساسي، يسمح بتعريف طريقة method في واجهة interface مع تطبيق في السيناريو عند إضافة طريقة طريقةmethod جديدة إلى واجهة interface بعد الانتهاء من إعداد برمجة صنف الواجهة interface class. إن إضافة وظيفة جديدة إلى الواجهة تعني تنفيذ الطريقة method في كل صنف class تستخدم الواجهة interface. تساعد الطرق الافتراضية Default methods في هذه الحالة حيث يمكن تقديمها إلى واجهة interface في أي وقت ولها بنية منفذة يتم استخدامها بعد ذلك من قبل الاصناف المرتبطة associated classes. ومن ثم تضيف الطرق الافتراضية default methodsإمكانية لتطبيق المفهوم بطريقة من النوع المختلطmixin.
يمكن للواجهاتInterfaces المدمجة مع البرمجة الموجهة إلى الجوانب أن تنتج أيضًا مزيجًا متكاملًا باللغات التي تدعم هذه الميزات، مثل C # أو Java. بالإضافة إلى ذلك، من خلال استخدام نمط واجهة العلامة والبرمجة العامة marker interface pattern, generic programming, وطرق التمديدextension methods، فإن C # 3.0 لديه القدرة على محاكاة الخلطات. مع الإصدار 3.0 من C #، تم تقديم طرق التمديدExtension Methods [2] ويمكن تطبيقها، ليس فقط على الاصناف classes ولكن أيضًا على الواجهاتclasses. توفر طرق التمديدExtension Methods وظائف إضافية في فصل دراسي موجود بدون تعديل الصنف. ثم يصبح من الممكن إنشاء فئة مساعد ثابتة static helper classلوظائف محددة تحدد طرق التمديدextension methods. نظرًا لأن الاصناف تطبق الواجهة (حتى إذا لم تحتوي الواجهة الفعلية على أي طرق أو خصائص لتطبيقها)، فستلتقط جميع طرق الامتداد أيضًا.
لا يحتاج ECMAScript (في معظم الحالات التي يتم تنفيذها كجافا سكريبت) إلى محاكاة تكوين الكائن عن طريق نسخ الحقول تدريجيًا من كائن إلى آخر. وهو  يدعم في الأساس خاصية Trait و mixin  تعتمد على تكوين العناصر عبر الكائنات الوظيفية التي تنفذ سلوكًا إضافيًا ثم يتم تفويضها عبر call أو apply على الكائنات التي تحتاج إلى مثل هذه الوظائف الجديدة.

### في سكالا
سكالا لديها نظام غني من النوع والسماتtype system and Traits جزء منه مما يساعد على تنفيذ سلوك الخلطmixin. كما يظهر اسمها، يتم استخدام Traits السمات عادة لتمثيل ميزة أو سمة مميزة عادة ما تكون متعامدة مع مسؤولية نوع ملموس أو على الأقل في حالة معينة. على سبيل المثال، تم تصميم القدرة على الغناء على أنها سمة متعامدة: يمكن تطبيقها على الطيور والأشخاص وما إلى ذلك. 
```
trait
 
Singer
{

 
def
 
sing
 
{
 
println
(
" singing … "
)
 
}

 
//more methods

}

class
 
Bird
 
extends
 
Singer

```

 هنا، اختلط Bird في جميع طرقmethods السمة trait في تعريفه الخاص كما لو كانت صنف Bird قد حددت طريقة الغناء () بمفردها.

كما extends يستخدم أيضا ليرث من صنفsuper class، إذا لم يرق أي صنف superclass في حالة استخدام trait سمة extends وفقط لmixin في سمة traitالأولى. يتم خلط جميع السمات التالية في استخدام الكلمة الأساسية with. 
```
class
 
Person

class
 
Actor
 
extends
 
Person
 
with
 
Singer

class
 
Actor
 
extends
 
Singer
 
with
 
Performer

```

 Scala يسمح بالاختلاط في سمة trait (إنشاء نوع مجهول) عند إنشاء كائن جديد لصنف instance of a class. في حالة كائن من صنف الشخص، لا يمكن لجميع الكائنات الغناءsing. هذه الميزة تأتي ثم استخدام: 
```
class
 
Person
{

 
def
 
tell
 
{
 
println
 
(
" Human "
)
 
}

 
//more methods

}

val
 
singingPerson
 
=
 
new
 
Person
 
with
 
Singer

singingPerson
.
sing

```

### في سويفت Swift
يمكن تحقيق Mixin في Swift باستخدام ميزة لغة تسمى التنفيذ الافتراضي في ملحق البروتوكولProtocol Extension. 
```
protocol
 
ErrorDisplayable
 
{

    
func
 
error
(
message
:
String
)

}

extension
 
ErrorDisplayable
 
{

    
func
 
error
(
message
:
String
)
 
{

        
// Do what it needs to show an error

        
//...

        
print
(
message
)

    
}

}

struct
 
NetworkManager
 
:
 
ErrorDisplayable
 
{

    
func
 
onError
()
 
{

        
error
(
"Please check your internet Connection."
)

    
}

}

```

## روابط خارجية
- MixIn في مستودع نمط بورتلاند
- Mixins في ActionScript
- يوفر نظام الكائن المشترك Lisp: نظرة عامة بقلم ريتشارد ب.غابرييل وليندا ديميشيل مقدمة جيدة للدافع لتحديد الفئات عن طريق الوظائف العامة.